# Rempei Uchida
Rempei Uchida (født 26. april 1991) er en japansk fodboldspiller.
Han har spillet for flere forskellige klubber i sin karriere, herunder Kataller Toyama.